# زولتان هاركسا
زولتان هاركسا (بالمجرية: Harcsa Zoltán)‏ (مواليد 20 نوفمبر 1992) هو ملاكم مجري، مثّل بلاده في الألعاب الأولمبية الصيفية في دورتي 2012 و2016.

## روابط خارجية
زولتان هاركسا على موقع اللجنة الأولمبية الدولية (الإنجليزية)
- زولتان هاركسا على موقع أوليمبيديا (الإنجليزية)
- زولتان هاركسا على موقع اللجنة الأولمبية المجرية (الهنغارية)